# Ekaterina Anikeeva
Ekaterina Evgen'evna Anikeeva (in russo Екатерина Евгеньевна Аникеева?; Mosca, 22 gennaio 1969) è un'ex pallanuotista russa, vincitrice di una medaglia di bronzo ai giochi olimpici di Sydney 2000.